# Francis Escudero

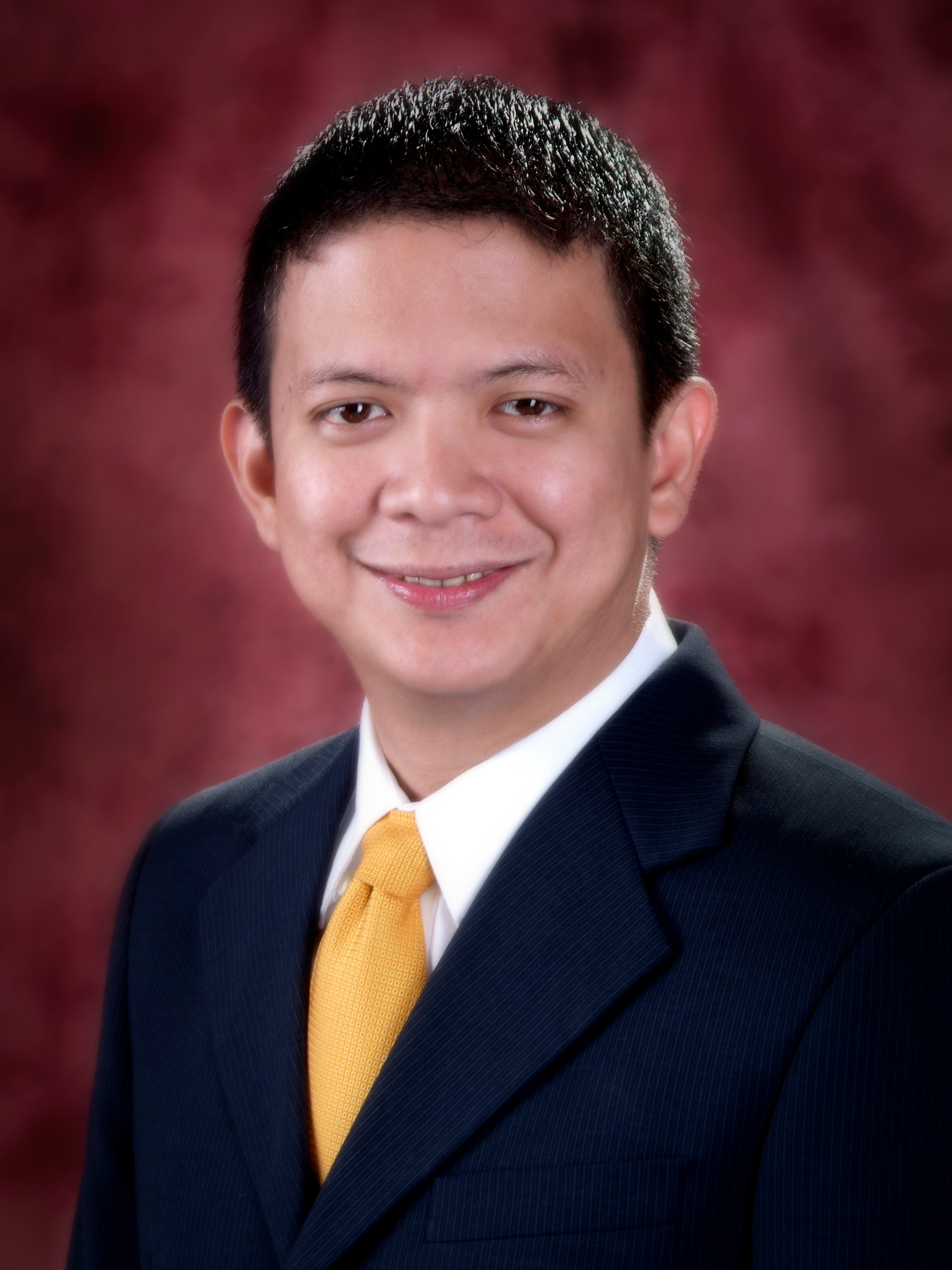
Francis Escudero (2007)

Francis „Chiz“ Joseph Guevara Escudero (* 10. Oktober 1969 in Manila) ist ein philippinischer Politiker.

## Biografie
Chiz Escudero, Sohn des ehemaligen Landwirtschaftsministers und jetzigen Abgeordneten für den 1. Wahlbezirk von Sorsogon Salvador „Sonny“ H. Escudero III, studierte nach dem Besuch der Grundschule und der High School von 1985 bis 1989 Politikwissenschaft an der University of the Philippines und schloss dieses Studium mit einem Bachelor of Arts (B.A. Political Science) ab. Ein anschließendes Studium der Rechtswissenschaft an der University of the Philippines beendete er 1993 mit einem Bachelor of Laws (LL.B.). Ein weiteres postgraduales Studium in den Fächern Internationales Recht sowie Vergleichende Rechtswissenschaft an der Georgetown University schloss er 1996 mit einem Master of Laws (LL.M.) ab. Danach war er als Rechtsanwalt tätig.
Im Juni 1998 wurde er Mitglied im Repräsentantenhaus und gehörte diesem nach Wiederwahlen 2001 und 2004 bis Juni 2007 an. Während dieser Zeit war er zunächst Assistent des Mehrheitsführers (Majority Floor Leader) und dann von Juni 2001 bis Juni 2004 stellvertretender Mehrheitsführer. Zuletzt war er während des 13. Kongresses als Minority Floor Leader Führer der Minderheitsfraktion und damit der Opposition im Repräsentantenhaus.

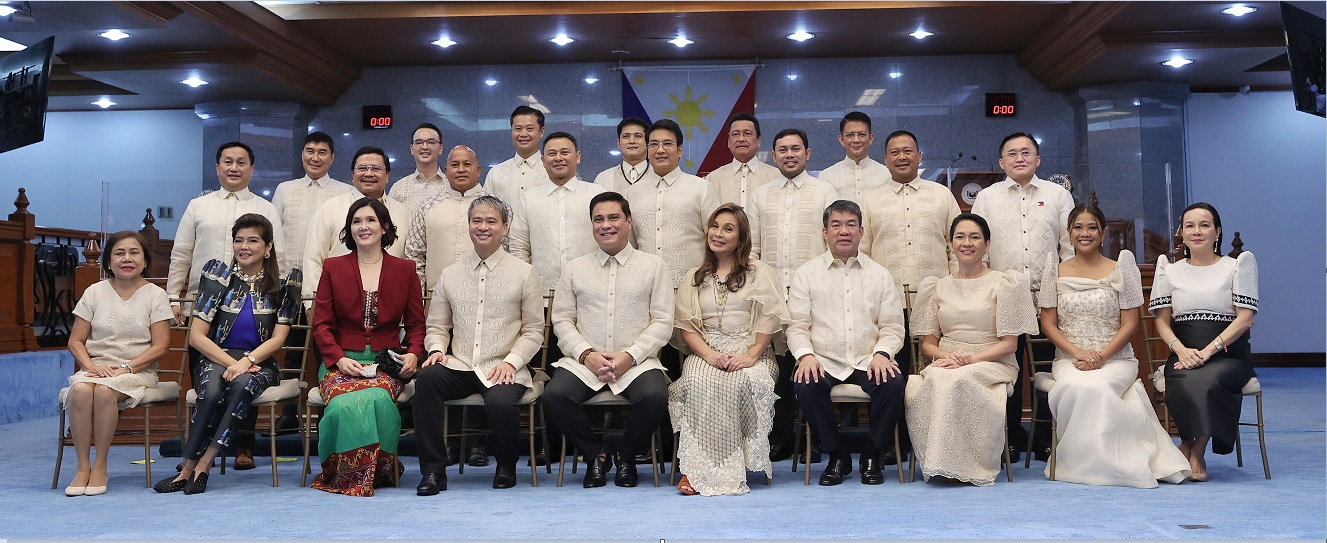
Francis Escudero (stehend, 3.v.r.) auf dem offiziellen Foto der Senatsmitglieder (25. Juli 2022).

Als Abgeordneter war er maßgeblich an mehreren wichtigen Gesetzesinitiativen beteiligt wie zum The Early Childhood Care and Development (ECCD) Act of 2000 (Republic Act 8980), GOVERNANCE OF BASIC EDUCATION ACT OF 2001 (R.A. 9155) sowie THE PHILIPPINE VETERINARY MEDICINE ACT OF 2004 (R.A. 9268).
Seit Juni 2007 war Chiz Escudero Mitglied des Senats und seitdem Vorsitzender des Ausschusses für Justiz und Menschenrechte. Daneben war er zwischen 2007 und 2010 Vorsitzender des einflussreichen Ausschusses für Wege und Mittel (Committee on Ways and Means) und ist seit 2010 Vorsitzender des Ausschusses für Nationale Verteidigung und Sicherheit. Weiterhin ist er zurzeit neben Senatorin Loren Legarda Vorsitzender des Aufsichtsausschusses über das Abkommen von Truppenbesuchen sowie Vorsitzender des Gemeinsamen Aufsichtsausschusses des Kongresses zum Alternative Dispute Resolution Act. Am 13. Mai 2013 wurde Escudero für eine weitere sechsjährige Amtszeit im Senat wiedergewählt. Am 30. Juni 2019 schied er aus dem Senat aus, da er nach zwei Amtszeiten nicht wiedergewählt werden konnte. Er kandidierte 2022 erneut für den Senat und wurde mit einem Ergebnis von 36,22 % für eine dritte Amtszeit zum Senator gewählt.